# Serie A1 2016-2017 (pallavolo)
La Serie A1 2016-2017 si è svolta dal 12 ottobre 2016 all'11 maggio 2017: al torneo hanno partecipato dodici squadre di club italiane e la vittoria finale è andata per la prima volta all'AGIL.

## Regolamento

### Formula
Le squadre hanno disputato un girone all'italiana, con gare di andata e ritorno, per un totale di ventidue giornate; al termine della regular season:
- Le prime dieci classificate hanno acceduto ai play-off scudetto, strutturati in ottavi di finale, a cui hanno preso parte solo le formazioni classificate dal settimo al decimo posto, giocati con gara di andata e ritorno (in caso di uguale numero di vittorie e set vinti/persi si è disputato un golden set), quarti di finale, semifinali, entrambe giocate al meglio di due vittorie su tre gare, e finale, giocata al meglio di tre vittorie su cinque gare.
- Le ultime due classificate sono retrocesse in Serie A2[3].

### Criteri di classifica
Se il risultato finale è stato di 3-0 o 3-1 sono stati assegnati 3 punti alla squadra vincente e 0 a quella sconfitta, se il risultato finale è stato di 3-2 sono stati assegnati 2 punti alla squadra vincente e 1 a quella sconfitta.
L'ordine del posizionamento in classifica è stato definito in base a:
- Punti;
- Numero di partite vinte;
- Ratio dei set vinti/persi;
- Ratio dei punti realizzati/subiti.

## Squadre partecipanti
Al campionato di Serie A1 2016-17 hanno partecipato dodici squadre (per volere della Federazione Italiana Pallavolo il Club Italia è stato ammesso per il secondo anno consecutivo in Serie A1.): quelle neopromosse dalla Serie A2 sono state il Forlì, vincitrice della regular season, e la Pro Victoria, vincitrice dei play-off promozione; tre squadre che hanno avuto il diritto di partecipazione, ossia la LJ, l'Obiettivo Risarcimento e il Forlì, hanno rinunciato all'iscrizione: la prima ha ceduto il titolo sportivo al Neruda, mentre al posto delle altre due è stato ripescato il San Casciano.
| Club            | Stagione | Città                       | Impianto               | Stagione precedente                                |
| --------------- | -------- | --------------------------- | ---------------------- | -------------------------------------------------- |
| AGIL            | dettagli | Novara                      | PalaTerdoppio          | 4ª in Serie A1; quarti di finale play-off scudetto |
| Bergamo         | dettagli | Bergamo                     | Palazzetto dello sport | 7ª in Serie A1; semifinali play-off scudetto       |
| Busto Arsizio   | dettagli | Busto Arsizio               | PalaPiantanida         | 9ª in Serie A1                                     |
| Casalmaggiore   | dettagli | Casalmaggiore               | PalaRadi               | 2ª in Serie A1; quarti di finale play-off scudetto |
| Club Italia     | dettagli | Roma                        | PalaPiantanida         | 11ª in Serie A1                                    |
| Flero           | dettagli | Flero                       | PalaGeorge             | 8ª in Serie A1; quarti di finale play-off scudetto |
| Imoco           | dettagli | Conegliano                  | PalaVerde              | 1ª in Serie A1; campione d'Italia                  |
| Neruda          | dettagli | Bronzolo                    | PalaResia              | 13ª in Serie A1                                    |
| Pro Victoria    | dettagli | Monza                       | Palazzetto dello Sport | 3ª in Serie A2; vincitrice play-off promozione     |
| River           | dettagli | Piacenza                    | PalaPanini             | 3ª in Serie A1; finale play-off scudetto           |
| San Casciano    | dettagli | San Casciano in Val di Pesa | Nelson Mandela Forum   | 12ª in Serie A1                                    |
| Savino Del Bene | dettagli | Scandicci                   | Palazzetto dello Sport | 6ª in Serie A1; quarti di finale play-off scudetto |

## Torneo

### Regular season

#### Risultati
| Prima giornata |                             |     |                                   |
|                |                             |     |                                   |
| 15-10          | Imoco - Savino Del Bene     | 2-3 | 25-20, 21-25, 25-18, 23-25, 13-15 |
| 12-10          | Club Italia - Casalmaggiore | 2-3 | 25-22, 20-25, 25-13, 11-25, 11-15 |
| 16-10          | Busto Arsizio - River       | 0-3 | 21-25, 23-25, 15-25               |
| 16-10          | AGIL - Neruda               | 3-0 | 25-15, 25-18, 25-17               |
| 16-10          | Bergamo - San Casciano      | 3-1 | 25-19, 25-15, 23-25, 25-13        |
| 15-10          | Pro Victoria - Flero        | 3-1 | 25-20, 21-25, 25-22, 25-21        |

| Seconda giornata |                              |     |                                   |
|                  |                              |     |                                   |
| 23-10            | San Casciano - Imoco         | 2-3 | 23-25, 15-25, 25-19, 25-19, 17-19 |
| 02-11            | Casalmaggiore - Pro Victoria | 3-0 | 25-12, 26-24, 25-20               |
| 23-10            | River - Club Italia          | 3-0 | 28-26, 26-24, 25-21               |
| 22-10            | Flero - AGIL                 | 0-3 | 16-25, 26-28, 23-25               |
| 23-10            | Savino Del Bene - Bergamo    | 1-3 | 19-25, 17-25, 25-16, 20-25        |
| 23-10            | Neruda - Busto Arsizio       | 1-3 | 17-25, 18-25, 25-15, 13-25        |

| Terza giornata |                            |     |                                   |
|                |                            |     |                                   |
| 30-10          | Pro Victoria - Imoco       | 0-3 | 24-26, 16-25, 16-25               |
| 30-10          | Neruda - Casalmaggiore     | 2-3 | 25-21, 25-23, 16-25, 17-25, 10-15 |
| 29-10          | Savino Del Bene - River    | 3-1 | 24-26, 25-22, 25-14, 25-17        |
| 30-10          | Bergamo - AGIL             | 3-1 | 25-17, 25-23, 23-25, 25-22        |
| 30-10          | Busto Arsizio - Flero      | 3-0 | 26-24, 26-24, 25-17               |
| 30-10          | Club Italia - San Casciano | 2-3 | 21-25, 26-24, 23-25, 25-20, 18-20 |

| Quarta giornata |                             |     |                            |
|                 |                             |     |                            |
| 06-11           | Imoco - Neruda              | 3-0 | 25-17, 25-17, 25-21        |
| 05-11           | AGIL - Casalmaggiore        | 1-3 | 20-25, 25-21, 17-25, 21-25 |
| 23-11           | River - Bergamo             | 1-3 | 24-26, 22-25, 25-21, 15-25 |
| 06-11           | Flero - Savino Del Bene     | 1-3 | 25-17, 20-25, 19-25, 19-25 |
| 06-11           | Busto Arsizio - Club Italia | 3-0 | 25-21, 25-23, 25-20        |
| 06-11           | San Casciano - Pro Victoria | 0-3 | 23-25, 29-31, 22-25        |

| Quinta giornata |                                |     |                                   |
|                 |                                |     |                                   |
| 13-11           | Casalmaggiore - Imoco          | 3-1 | 25-20, 25-23, 17-25, 30-28        |
| 13-11           | River - Flero                  | 0-3 | 23-25, 24-26, 21-25               |
| 13-11           | AGIL - San Casciano            | 2-3 | 21-25, 26-24, 25-14, 20-25, 10-15 |
| 13-11           | Savino Del Bene - Pro Victoria | 3-1 | 25-17, 19-25, 25-15, 29-27        |
| 12-11           | Bergamo - Busto Arsizio        | 1-3 | 25-21, 19-25, 18-25, 20-25        |
| 13-11           | Neruda - Club Italia           | 3-0 | 25-17, 25-14, 25-19               |

| Sesta giornata |                               |     |                                   |
|                |                               |     |                                   |
| 20-11          | Imoco - AGIL                  | 3-2 | 15-25, 19-25, 25-18, 33-31, 15-12 |
| 19-11          | Busto Arsizio - Casalmaggiore | 3-2 | 19-25, 25-23, 25-18, 19-25, 15-8  |
| 30-11          | Pro Victoria - River          | 0-3 | 19-25, 25-27, 24-26               |
| 19-11          | Club Italia - Savino Del Bene | 0-3 | 23-25, 9-25, 16-25                |
| 20-11          | Flero - Bergamo               | 1-3 | 18-25, 25-21, 24-26, 22-25        |
| 20-11          | San Casciano - Neruda         | 3-1 | 25-19, 25-22, 19-25, 26-24        |

| Settima giornata |                                 |     |                                   |
|                  |                                 |     |                                   |
| 27-11            | Imoco - Club Italia             | 3-0 | 25-19, 25-20, 25-21               |
| 27-11            | Casalmaggiore - San Casciano    | 3-0 | 25-16, 25-22, 25-18               |
| 27-11            | AGIL - River                    | 3-0 | 28-26, 25-20, 25-19               |
| 27-11            | Savino Del Bene - Busto Arsizio | 2-3 | 25-20, 25-18, 22-25, 20-25, 11-15 |
| 27-11            | Bergamo - Pro Victoria          | 3-1 | 25-10, 20-25, 25-22, 31-29        |
| 26-11            | Neruda - Flero                  | 3-0 | 25-23, 25-15, 26-24               |

| Ottava giornata |                              |     |                                   |
|                 |                              |     |                                   |
| 04-12           | Flero - Imoco                | 1-3 | 17-25, 29-31, 25-22, 19-25        |
| 03-12           | River - Casalmaggiore        | 2-3 | 25-21, 27-25, 18-25, 15-25, 10-15 |
| 03-12           | Pro Victoria - AGIL          | 1-3 | 25-22, 21-25, 10-25, 17-25        |
| 04-12           | Savino Del Bene - Neruda     | 3-2 | 21-25, 25-21, 25-17, 27-29, 15-10 |
| 04-12           | Bergamo - Club Italia        | 3-2 | 25-27, 15-25, 25-15, 31-29, 15-12 |
| 04-12           | Busto Arsizio - San Casciano | 0-3 | 19-25, 22-25, 11-25               |

| Nona giornata |                         |     |                            |
|               |                         |     |                            |
| 11-12         | Imoco - Busto Arsizio   | 3-0 | 25-22, 25-19, 25-15        |
| 15-12         | Casalmaggiore - Bergamo | 3-1 | 20-25, 25-17, 28-26, 25-19 |
| 11-12         | San Casciano - River    | 0-3 | 23-25, 20-25, 20-25        |
| 09-12         | AGIL - Savino Del Bene  | 3-0 | 25-20, 28-26, 25-16        |
| 08-12         | Club Italia - Flero     | 3-1 | 20-25, 25-23, 25-20, 25-20 |
| 10-12         | Neruda - Pro Victoria   | 3-1 | 25-19, 25-23, 18-25, 25-19 |

| Decima giornata |                                 |     |                                   |
|                 |                                 |     |                                   |
| 19-12           | River - Imoco                   | 2-3 | 23-25, 25-16, 25-17, 23-25, 6-15  |
| 18-12           | Savino Del Bene - Casalmaggiore | 0-3 | 23-25, 13-25, 14-25               |
| 17-12           | Club Italia - AGIL              | 1-3 | 33-31, 10-25, 21-25, 20-25        |
| 18-12           | Bergamo - Neruda                | 3-2 | 25-21, 21-25, 25-23, 31-33, 15-13 |
| 18-12           | Flero - San Casciano            | 3-1 | 26-24, 22-25, 25-19, 25-18        |
| 17-12           | Busto Arsizio - Pro Victoria    | 3-1 | 28-30, 25-21, 25-11, 25-17        |

| Undicesima giornata |                                |     |                                   |
|                     |                                |     |                                   |
| 26-12               | Imoco - Bergamo                | 3-1 | 25-18, 22-25, 25-13, 25-17        |
| 26-12               | Casalmaggiore - Flero          | 3-2 | 19-25, 25-14, 20-25, 25-12, 15-12 |
| 26-12               | Neruda - River                 | 3-1 | 25-23, 20-25, 25-17, 25-23        |
| 26-12               | AGIL - Busto Arsizio           | 3-1 | 25-19, 23-25, 25-21, 25-21        |
| 26-12               | San Casciano - Savino Del Bene | 1-3 | 26-24, 21-25, 20-25, 20-25        |
| 26-12               | Pro Victoria - Club Italia     | 3-1 | 25-19, 26-24, 23-25, 25-21        |

| Dodicesima giornata |                             |     |                                   |
|                     |                             |     |                                   |
| 15-01               | Savino Del Bene - Imoco     | 1-3 | 25-20, 22-25, 16-25, 18-25        |
| 18-01               | Casalmaggiore - Club Italia | 3-0 | 25-18, 25-22, 25-16               |
| 15-01               | River - Busto Arsizio       | 1-3 | 25-14, 19-25, 24-26, 28-30        |
| 15-01               | Neruda - AGIL               | 1-3 | 23-25, 14-25, 25-19, 21-25        |
| 14-01               | San Casciano - Bergamo      | 2-3 | 16-25, 18-25, 25-22, 25-16, 15-17 |
| 15-01               | Flero - Pro Victoria        | 1-3 | 21-25, 17-25, 25-21, 20-25        |

| Tredicesima giornata |                              |     |                                   |
|                      |                              |     |                                   |
| 21-01                | Imoco - San Casciano         | 3-1 | 25-19, 23-25, 27-25, 25-19        |
| 22-01                | Pro Victoria - Casalmaggiore | 0-3 | 23-25, 22-25, 16-25               |
| 22-01                | Club Italia - River          | 1-3 | 17-25, 20-25, 25-20, 23-25        |
| 22-01                | AGIL - Flero                 | 3-2 | 20-25, 23-25, 29-27, 25-23, 15-12 |
| 22-01                | Bergamo - Savino Del Bene    | 3-1 | 25-22, 26-24, 22-25, 25-21        |
| 22-01                | Busto Arsizio - Neruda       | 0-3 | 22-25, 21-25, 22-25               |

| Quattordicesima giornata |                            |     |                                   |
|                          |                            |     |                                   |
| 29-01                    | Imoco - Pro Victoria       | 3-0 | 25-20, 25-23, 25-22               |
| 30-01                    | Casalmaggiore - Neruda     | 3-0 | 25-11, 25-14, 25-14               |
| 29-01                    | River - Savino Del Bene    | 3-2 | 25-18, 25-17, 26-28, 19-25, 15-13 |
| 29-01                    | AGIL - Bergamo             | 3-0 | 25-19, 25-17, 25-15               |
| 28-01                    | Flero - Busto Arsizio      | 3-0 | 25-15, 25-21, 25-19               |
| 29-01                    | San Casciano - Club Italia | 3-2 | 25-20, 19-25, 25-17, 15-25, 15-13 |

| Quindicesima giornata |                             |     |                                   |
|                       |                             |     |                                   |
| 02-02                 | Neruda - Imoco              | 0-3 | 14-25, 24-26, 22-25               |
| 05-02                 | Casalmaggiore - AGIL        | 1-3 | 25-23, 22-25, 26-28, 18-25        |
| 04-02                 | Bergamo - River             | 3-2 | 25-14, 20-25, 25-18, 21-25, 15-10 |
| 05-02                 | Savino Del Bene - Flero     | 3-1 | 19-25, 25-18, 25-20, 25-15        |
| 04-02                 | Club Italia - Busto Arsizio | 3-1 | 27-25, 25-23, 21-25, 25-21        |
| 05-02                 | Pro Victoria - San Casciano | 1-3 | 25-23, 25-27, 22-25, 23-25        |

| Sedicesima giornata |                                |     |                                   |
|                     |                                |     |                                   |
| 12-02               | Imoco - Casalmaggiore          | 3-1 | 26-24, 17-25, 25-19, 25-21        |
| 12-02               | Flero - River                  | 2-3 | 23-25, 26-28, 25-23, 25-21, 12-15 |
| 12-02               | San Casciano - AGIL            | 3-2 | 19-25, 25-20, 15-25, 25-19, 19-17 |
| 12-02               | Pro Victoria - Savino Del Bene | 2-3 | 21-25, 25-20, 23-25, 25-18, 12-15 |
| 11-02               | Busto Arsizio - Bergamo        | 3-0 | 25-22, 25-20, 25-19               |
| 11-02               | Club Italia - Neruda           | 1-3 | 25-27, 25-21, 13-25, 15-25        |

| Diciassettesima giornata |                               |     |                                  |
|                          |                               |     |                                  |
| 15-02                    | AGIL - Imoco                  | 0-3 | 21-25, 18-25, 21-25              |
| 15-02                    | Casalmaggiore - Busto Arsizio | 3-1 | 25-23, 25-16, 16-25, 25-17       |
| 15-02                    | River - Pro Victoria          | 0-3 | 13-25, 22-25, 21-25              |
| 15-02                    | Savino Del Bene - Club Italia | 3-0 | 25-14, 25-22, 25-15              |
| 15-02                    | Bergamo - Flero               | 3-0 | 25-15, 25-21, 25-13              |
| 15-02                    | Neruda - San Casciano         | 3-2 | 26-24, 18-25, 23-25, 25-21, 15-9 |

| Diciottesima giornata |                                 |     |                                   |
|                       |                                 |     |                                   |
| 19-02                 | Club Italia - Imoco             | 0-3 | 23-25, 22-25, 11-25               |
| 02-03                 | San Casciano - Casalmaggiore    | 3-2 | 25-18, 9-25, 25-16, 16-25, 15-13  |
| 18-02                 | River - AGIL                    | 3-2 | 25-20, 26-28, 30-28, 22-25, 15-7  |
| 19-02                 | Busto Arsizio - Savino Del Bene | 3-1 | 25-22, 29-27, 12-25, 25-23        |
| 19-02                 | Pro Victoria - Bergamo          | 2-3 | 18-25, 25-23, 28-26, 25-27, 13-15 |
| 19-02                 | Flero - Neruda                  | 3-2 | 23-25, 25-20, 25-21, 21-25, 15-13 |

| Diciannovesima giornata |                              |     |                                  |
|                         |                              |     |                                  |
| 25-02                   | Imoco - Flero                | 3-0 | 25-18, 25-17, 26-24              |
| 25-02                   | Casalmaggiore - River        | 1-3 | 25-15, 18-25, 29-31, 22-25       |
| 26-02                   | AGIL - Pro Victoria          | 3-0 | 25-22, 25-19, 25-19              |
| 26-02                   | Neruda - Savino Del Bene     | 2-3 | 14-25, 17-25, 25-23, 25-21, 9-15 |
| 26-02                   | Club Italia - Bergamo        | 1-3 | 20-25, 27-25, 25-27, 21-25       |
| 26-02                   | San Casciano - Busto Arsizio | 3-0 | 25-23, 25-16, 25-14              |

| Ventesima giornata |                         |     |                                   |
|                    |                         |     |                                   |
| 12-03              | Busto Arsizio - Imoco   | 2-3 | 25-22, 20-25, 20-25, 25-22, 9-15  |
| 11-03              | Bergamo - Casalmaggiore | 1-3 | 19-25, 25-22, 22-25, 15-25        |
| 11-03              | River - San Casciano    | 3-0 | 25-18, 25-22, 25-22               |
| 12-03              | Savino Del Bene - AGIL  | 2-3 | 25-20, 23-25, 25-15, 23-25, 12-15 |
| 12-03              | Flero - Club Italia     | 3-0 | 25-18, 25-18, 26-24               |
| 12-03              | Pro Victoria - Neruda   | 1-3 | 27-25, 18-25, 17-25, 19-25        |

| Ventunesima giornata |                                 |     |                                   |
|                      |                                 |     |                                   |
| 18-03                | Imoco - River                   | 3-2 | 25-18, 25-20, 20-25, 23-25, 15-11 |
| 19-03                | Casalmaggiore - Savino Del Bene | 3-1 | 25-23, 23-25, 25-19, 25-21        |
| 19-03                | AGIL - Club Italia              | 3-0 | 25-18, 25-23, 25-13               |
| 19-03                | Neruda - Bergamo                | 3-0 | 25-18, 25-22, 25-20               |
| 19-03                | San Casciano - Flero            | 3-1 | 25-17, 25-22, 20-25, 25-21        |
| 19-03                | Pro Victoria - Busto Arsizio    | 3-2 | 22-25, 16-25, 25-17, 25-21, 17-15 |

| Ventiduesima giornata |                                |     |                                   |
|                       |                                |     |                                   |
| 25-03                 | Bergamo - Imoco                | 1-3 | 19-25, 23-25, 25-20, 15-25        |
| 25-03                 | Flero - Casalmaggiore          | 3-1 | 21-25, 25-22, 25-18, 25-17        |
| 25-03                 | River - Neruda                 | 3-1 | 25-17, 22-25, 25-19, 25-23        |
| 25-03                 | Busto Arsizio - AGIL           | 3-1 | 25-17, 19-25, 25-20, 25-21        |
| 25-03                 | Savino Del Bene - San Casciano | 2-3 | 26-24, 22-25, 25-16, 20-25, 11-15 |
| 25-03                 | Club Italia - Pro Victoria     | 2-3 | 21-25, 27-25, 25-19, 13-25, 9-15  |

#### Classifica
| Pos. | Squadra         | Pt | G  | V  | P  | SV | SP | Ratio | PF    | PS    | Ratio |
| ---- | --------------- | -- | -- | -- | -- | -- | -- | ----- | ----- | ----- | ----- |
| 1.   | Imoco           | 56 | 22 | 20 | 2  | 63 | 22 | 2,863 | 1 993 | 1 746 | 1,141 |
| 2.   | Casalmaggiore   | 46 | 22 | 16 | 6  | 56 | 32 | 1,750 | 2 004 | 1 781 | 1,125 |
| 3.   | AGIL            | 44 | 22 | 14 | 8  | 53 | 33 | 1,606 | 1 982 | 1 838 | 1,078 |
| 4.   | Bergamo         | 37 | 22 | 14 | 8  | 47 | 42 | 1,119 | 1 989 | 1 966 | 1,011 |
| 5.   | River           | 34 | 22 | 11 | 11 | 45 | 42 | 1,071 | 1 936 | 1 944 | 0,995 |
| 6.   | Savino Del Bene | 33 | 22 | 11 | 11 | 46 | 46 | 1,000 | 2 027 | 1 959 | 1,034 |
| 7.   | Busto Arsizio   | 33 | 22 | 11 | 11 | 40 | 43 | 0,930 | 1 805 | 1 853 | 0,974 |
| 8.   | Neruda          | 31 | 22 | 9  | 13 | 41 | 45 | 0,911 | 1 832 | 1 908 | 0,960 |
| 9.   | San Casciano    | 30 | 22 | 11 | 11 | 43 | 48 | 0,895 | 1 950 | 2 017 | 0,966 |
| 10.  | Pro Victoria    | 21 | 22 | 7  | 15 | 32 | 52 | 0,615 | 1 826 | 1 954 | 0,934 |
| 11.  | Flero           | 20 | 22 | 6  | 16 | 32 | 52 | 0,615 | 1 825 | 1 933 | 0,944 |
| 12.  | Club Italia     | 11 | 22 | 2  | 20 | 21 | 62 | 0,338 | 1 700 | 1 970 | 0,862 |

      Qualificata ai quarti di finale play-off scudetto.
      Qualificata agli ottavi di finale play-off scudetto.
      Retrocessa in Serie A2.

### Play-off scudetto

#### Tabellone
|  | Ottavi di finale | Ottavi di finale | Ottavi di finale | Ottavi di finale |  |  | Quarti di finale | Quarti di finale | Quarti di finale | Quarti di finale | Quarti di finale |  |   | Semifinali | Semifinali    | Semifinali | Semifinali | Semifinali |  |   | Finale | Finale | Finale | Finale | Finale | Finale | Finale |
|  |                  |                  |                  |                  |  |  |                  |                  |                  |                  |                  |  |   |            |               |            |            |            |  |   |        |        |        |        |        |        |        |
|  |                  |                  |                  |                  |  |  | 1                | Imoco            | 2                | 3                | 3                |  |   |            |               |            |            |            |  |   |        |        |        |        |        |        |        |
|  |                  |                  |                  |                  |  |  | 1                | Imoco            | 2                | 3                | 3                |  |   |            |               |            |            |            |  |   |        |        |        |        |        |        |        |
|  | 8                | Neruda           | 0                | 3                |  |  | 9                | San Casciano     | 3                | 1                | 0                |  |   |            |               |            |            |            |  |   |        |        |        |        |        |        |        |
|  | 8                | Neruda           | 0                | 3                |  |  | 9                | San Casciano     | 3                | 1                | 0                |  |   |            |               |            |            |            |  |   |        |        |        |        |        |        |        |
|  | 9                | San Casciano     | 3                | 1                |  |  |                  |                  |                  |                  |                  |  | 1 | Imoco      | 2             | 2          |            |            |  |   |        |        |        |        |        |        |        |
|  | 9                | San Casciano     | 3                | 1                |  |  |                  |                  |                  |                  |                  |  | 1 | Imoco      | 2             | 2          |            |            |  |   |        |        |        |        |        |        |        |
|  |                  |                  |                  |                  |  |  |                  |                  |                  |                  |                  |  |   | 5          | River         | 3          | 3          |            |  |   |        |        |        |        |        |        |        |
|  |                  |                  |                  |                  |  |  |                  |                  |                  |                  |                  |  |   | 5          | River         | 3          | 3          |            |  |   |        |        |        |        |        |        |        |
|  |                  |                  |                  |                  |  |  | 4                | Bergamo          | 3                | 1                | 2                |  |   |            |               |            |            |            |  |   |        |        |        |        |        |        |        |
|  |                  |                  |                  |                  |  |  | 4                | Bergamo          | 3                | 1                | 2                |  |   |            |               |            |            |            |  |   |        |        |        |        |        |        |        |
|  |                  |                  |                  |                  |  |  | 5                | River            | 2                | 3                | 3                |  |   |            |               |            |            |            |  |   |        |        |        |        |        |        |        |
|  |                  |                  |                  |                  |  |  | 5                | River            | 2                | 3                | 3                |  |   |            |               |            |            |            |  |   |        |        |        |        |        |        |        |
|  |                  |                  |                  |                  |  |  |                  |                  |                  |                  |                  |  |   |            |               |            |            |            |  | 5 | River  | 3      | 0      | 1      | 0      |        |        |
|  |                  |                  |                  |                  |  |  |                  |                  |                  |                  |                  |  |   |            |               |            |            |            |  | 5 | River  | 3      | 0      | 1      | 0      |        |        |
|  |                  |                  |                  |                  |  |  |                  |                  |                  |                  |                  |  |   |            |               |            |            |            |  |   | 3      | AGIL   | 1      | 3      | 3      | 3      |        |
|  |                  |                  |                  |                  |  |  |                  |                  |                  |                  |                  |  |   |            |               |            |            |            |  |   | 3      | AGIL   | 1      | 3      | 3      | 3      |        |
|  |                  |                  |                  |                  |  |  | 3                | AGIL             | 0                | 3                | 3                |  |   |            |               |            |            |            |  |   |        |        |        |        |        |        |        |
|  |                  |                  |                  |                  |  |  | 3                | AGIL             | 0                | 3                | 3                |  |   |            |               |            |            |            |  |   |        |        |        |        |        |        |        |
|  |                  |                  |                  |                  |  |  | 6                | Savino Del Bene  | 3                | 1                | 1                |  |   |            |               |            |            |            |  |   |        |        |        |        |        |        |        |
|  |                  |                  |                  |                  |  |  | 6                | Savino Del Bene  | 3                | 1                | 1                |  |   |            |               |            |            |            |  |   |        |        |        |        |        |        |        |
|  |                  |                  |                  |                  |  |  |                  |                  |                  |                  |                  |  | 3 | AGIL       | 3             | 3          |            |            |  |   |        |        |        |        |        |        |        |
|  |                  |                  |                  |                  |  |  |                  |                  |                  |                  |                  |  | 3 | AGIL       | 3             | 3          |            |            |  |   |        |        |        |        |        |        |        |
|  |                  |                  |                  |                  |  |  |                  |                  |                  |                  |                  |  |   | 2          | Casalmaggiore | 1          | 1          |            |  |   |        |        |        |        |        |        |        |
|  |                  |                  |                  |                  |  |  |                  |                  |                  |                  |                  |  |   | 2          | Casalmaggiore | 1          | 1          |            |  |   |        |        |        |        |        |        |        |
|  |                  |                  |                  |                  |  |  | 2                | Casalmaggiore    | 3                | 0                | 3                |  |   |            |               |            |            |            |  |   |        |        |        |        |        |        |        |
|  |                  |                  |                  |                  |  |  | 2                | Casalmaggiore    | 3                | 0                | 3                |  |   |            |               |            |            |            |  |   |        |        |        |        |        |        |        |
|  | 7                | Busto Arsizio    | 3                | 3                |  |  | 7                | Busto Arsizio    | 2                | 3                | 0                |  |   |            |               |            |            |            |  |   |        |        |        |        |        |        |        |
|  | 7                | Busto Arsizio    | 3                | 3                |  |  | 7                | Busto Arsizio    | 2                | 3                | 0                |  |   |            |               |            |            |            |  |   |        |        |        |        |        |        |        |
|  | 10               | Pro Victoria     | 1                | 1                |  |  |                  |                  |                  |                  |                  |  |   |            |               |            |            |            |  |   |        |        |        |        |        |        |        |
|  | 10               | Pro Victoria     | 1                | 1                |  |  |                  |                  |                  |                  |                  |  |   |            |               |            |            |            |  |   |        |        |        |        |        |        |        |

#### Risultati

##### Ottavi di finale
| Gara 1 |                              |     |                            |
|        |                              |     |                            |
| 30-03  | Pro Victoria - Busto Arsizio | 1-3 | 25-27, 25-18, 20-25, 16-25 |
| 30-03  | San Casciano - Neruda        | 3-0 | 28-26, 25-21, 25-21        |

| Gara 2 |                              |     |                            |
|        |                              |     |                            |
| 03-04  | Busto Arsizio - Pro Victoria | 3-1 | 25-22, 23-25, 25-23, 25-20 |
| 03-04  | Neruda - San Casciano        | 3-1 | 25-23, 25-19, 16-25, 25-22 |

##### Quarti di finale
| Gara 1 |                               |     |                                   |
|        |                               |     |                                   |
| 08-04  | San Casciano - Imoco          | 3-2 | 25-18, 25-15, 23-25, 17-25, 15-10 |
| 08-04  | River - Bergamo               | 2-3 | 23-25, 25-21, 28-30, 25-15, 10-15 |
| 07-04  | Busto Arsizio - Casalmaggiore | 2-3 | 21-25, 28-26, 25-23, 17-25, 11-15 |
| 07-04  | Savino Del Bene - AGIL        | 3-0 | 25-21, 25-20, 25-20               |

| Gara 2 |                               |     |                            |
|        |                               |     |                            |
| 17-04  | Imoco - San Casciano          | 3-1 | 20-25, 27-25, 25-18, 25-16 |
| 18-04  | Bergamo - River               | 1-3 | 21-25, 21-25, 26-24, 10-25 |
| 19-04  | Casalmaggiore - Busto Arsizio | 0-3 | 24-26, 22-25, 20-25        |
| 17-04  | AGIL - Savino Del Bene        | 3-1 | 25-21, 25-23, 22-25, 25-19 |

| Gara 3 |                               |     |                                   |
|        |                               |     |                                   |
| 18-04  | Imoco - San Casciano          | 3-0 | 26-24, 25-20, 25-17               |
| 19-04  | Bergamo - River               | 2-3 | 16-25, 25-22, 25-23, 17-25, 23-25 |
| 20-04  | Casalmaggiore - Busto Arsizio | 3-0 | 25-22, 27-25, 25-19               |
| 18-04  | AGIL - Savino Del Bene        | 3-1 | 25-27, 25-22, 25-22, 25-20        |

##### Semifinali
| Gara 1 |                      |     |                                  |
|        |                      |     |                                  |
| 26-04  | River - Imoco        | 3-2 | 19-25, 22-25, 25-22, 25-16, 15-5 |
| 25-04  | AGIL - Casalmaggiore | 3-1 | 25-22, 25-18, 21-25, 25-20       |

| Gara 2 |                      |     |                                   |
|        |                      |     |                                   |
| 28-04  | Imoco - River        | 2-3 | 27-25, 25-18, 16-25, 19-25, 11-25 |
| 28-04  | Casalmaggiore - AGIL | 1-3 | 15-25, 20-25, 28-26, 20-25        |

##### Finale
| Gara 1 |              |     |                            |
|        |              |     |                            |
| 01-05  | River - AGIL | 3-1 | 25-23, 25-21, 17-25, 25-20 |

| Gara 2 |              |     |                     |
|        |              |     |                     |
| 03-05  | AGIL - River | 3-0 | 25-16, 27-25, 25-23 |

| Gara 3 |              |     |                            |
|        |              |     |                            |
| 06-05  | AGIL - River | 3-1 | 24-26, 25-23, 25-20, 25-21 |

| Gara 4 |              |     |                     |
|        |              |     |                     |
| 11-05  | River - AGIL | 0-3 | 20-25, 17-25, 17-25 |

## Verdetti
| Squadra       | Qualificazione           |
| ------------- | ------------------------ |
| AGIL          | Champions League 2017-18 |
| Imoco         | Champions League 2017-18 |
| Casalmaggiore | Coppa CEV 2017-18        |
| River         | Coppa CEV 2017-18        |
| Bergamo       | Challenge Cup 2017-18    |
| Club Italia   | Serie A2 2017-18         |
| Flero         | Serie A2 2017-18         |

## Statistiche
| Rendimento individuale | Rendimento individuale | Rendimento individuale | Rendimento individuale |
| Pos.                   | Nome                   | Punti                  | Squadra                |
| ---------------------- | ---------------------- | ---------------------- | ---------------------- |
| 1                      | Paola Egonu            | 553                    | Club Italia            |
| 2                      | Katarina Barun         | 474                    | AGIL                   |
| 3                      | Indre Sorokaite        | 444                    | San Casciano           |
| 4                      | Valentina Diouf        | 426                    | Busto Arsizio          |
| 5                      | Sanja Malagurski       | 416                    | Flero                  |
| 6                      | Samanta Fabris         | 400                    | Casalmaggiore          |
| 7                      | Jovana Brakočević      | 371                    | River                  |
| 8                      | Stephanie Enright      | 346                    | San Casciano           |
| 9                      | Michelle Bartsch       | 323                    | Neruda                 |
| 10                     | Aneta Havlíčková       | 316                    | Savino Del Bene        |

| Attacchi vincenti | Attacchi vincenti | Attacchi vincenti | Attacchi vincenti |
| Pos.              | Nome              | Punti             | Squadra           |
| ----------------- | ----------------- | ----------------- | ----------------- |
| 1                 | Paola Egonu       | 491               | Club Italia       |
| 2                 | Katarina Barun    | 412               | AGIL              |
| 3                 | Indre Sorokaite   | 393               | San Casciano      |
| 4                 | Valentina Diouf   | 383               | Busto Arsizio     |
| 5                 | Sanja Malagurski  | 363               | Flero             |
| 6                 | Samanta Fabris    | 338               | Casalmaggiore     |
| 7                 | Jovana Brakočević | 321               | River             |
| 8                 | Stephanie Enright | 306               | San Casciano      |
| 9                 | Neriman Özsoy     | 285               | River             |
| 10                | Michelle Bartsch  | 281               | Neruda            |

| Muri vincenti | Muri vincenti     | Muri vincenti | Muri vincenti   |
| Pos.          | Nome              | Punti         | Squadra         |
| ------------- | ----------------- | ------------- | --------------- |
| 1             | Adenízia da Silva | 101           | Savino Del Bene |
| 2             | Raffaella Calloni | 63            | San Casciano    |
| 2             | Laura Melandri    | 63            | San Casciano    |
| 4             | Lauren Gibbemeyer | 62            | Casalmaggiore   |
| 5             | Freya Aelbrecht   | 59            | Pro Victoria    |
| 5             | Jovana Stevanović | 59            | Casalmaggiore   |
| 7             | Zuzanna Efimienko | 54            | Flero           |
| 8             | Alexandra Botezat | 51            | Club Italia     |
| 9             | Martina Guiggi    | 50            | Bergamo         |
| 10            | Sara Bonifacio    | 48            | AGIL            |

| Battute vincenti | Battute vincenti  | Battute vincenti | Battute vincenti |
| Pos.             | Nome              | Punti            | Squadra          |
| ---------------- | ----------------- | ---------------- | ---------------- |
| 1                | Katarina Barun    | 44               | AGIL             |
| 2                | Samanta Fabris    | 39               | Casalmaggiore    |
| 3                | Paola Egonu       | 34               | Club Italia      |
| 4                | Floortje Meijners | 33               | Savino Del Bene  |
| 5                | Haley Eckerman    | 27               | Pro Victoria     |
| 5                | Jovana Stevanović | 27               | Casalmaggiore    |
| 7                | Indre Sorokaite   | 26               | San Casciano     |
| 8                | Stephanie Enright | 25               | San Casciano     |
| 9                | Anastasia Guerra  | 24               | Casalmaggiore    |
| 10               | María Segura      | 23               | Pro Victoria     |
| 10               | Celeste Plak      | 23               | AGIL             |

| Ricezioni perfette | Ricezioni perfette    | Ricezioni perfette | Ricezioni perfette |
| Pos.               | Nome                  | Punti              | Squadra            |
| ------------------ | --------------------- | ------------------ | ------------------ |
| 1                  | Stefania Sansonna     | 261                | AGIL               |
| 2                  | Beatrice Parrocchiale | 260                | San Casciano       |
| 3                  | Chiara Arcangeli      | 248                | Pro Victoria       |
| 4                  | Chiara De Bortoli     | 242                | Club Italia        |
| 5                  | Stephanie Enright     | 239                | San Casciano       |
| 6                  | Monica De Gennaro     | 229                | Imoco              |
| 7                  | Enrica Merlo          | 228                | Savino Del Bene    |
| 8                  | Floortje Meijners     | 226                | Savino Del Bene    |
| 9                  | Bianka Buša           | 226                | Flero              |
| 10                 | Francesca Piccinini   | 224                | AGIL               |

NB: I dati sono riferiti esclusivamente alla regular season.